# 石黒政常
石黒 政常（いしぐろ まさつね、1746年（延享3年）/1760年（宝暦10年）- 1828年8月24日（文政11年7月14日））は、江戸時代中期から後期の装剣金工家である。幼名は是常。通称は善蔵後に周助。号は石黒斎、東岳子等。横谷宗珉が創始した横谷派から派生した石黒派の祖として知られている。

## 経歴・人物
江戸に生まれ、加藤直常の門人となり装剣金工を学んだ。後に加藤の師匠の柳川直政の門人ともなる。後に独立し、両師匠の名の文字が許され、政常と改名する。
制作の種類は鍔を得意とし、縁頭や小柄、笄、目貫等多岐に渡る。また、赤銅の魚類に金や銀等の花鳥を使った「高肉彫り」と呼ばれている作風を製作した。この作風は浮世絵師にも影響を与えた。死後、3代に渡り政常と名乗った。

## 主な弟子
- 石黒是常
- 初代石黒政美
- 石黒政明
- 石黒是美

## 直系
- 石黒盛常（2代目政常）
- 石黒恵常（3代目政常）